# Moussa Hanoun
Moussa Hanoun ou Hanoune (en arabe : موسى حنون), né le 18 novembre 1938 à Casablanca au Maroc et mort le 17 février 2012 à Casablanca, est un footballeur international marocain, qui évolue au poste d'avant-centre.
Il commence sa carrière de footballeur en rejoignant le Raja Club Athletic en 1951 à l'âge de 13 ans. Il joue son premier match avec l'équipe A en 1953 avant de s'imposer comme le principal fer de lance du Raja après l'indépendance, avant d'être sacré meilleur buteur du championnat en 1960 avec 22 buts.

## Biographie

### En club

#### Jeunesse et formation
Moussa Hanoun naît le 18 novembre 1938 à Derb Carlotti à Casablanca. Fils unique d'une modeste famille de la Nouvelle Médina a, contrairement à la plupart des joueurs de cette époque, fait ses premiers pas de footballeur à l'école primaire puis au collège musulman, renommé Lycée Fatima Zahra parès.
À l'âge de 13 ans, sa famille l'emmene au Wydad pour y signer, mais la Ligue refuse de l'homologuer ayant jugé qu'il est encore pupille. Quelque temps après, le hasard fait qu'il rencontre Abdelkader Jalal qui, après avoir entendu son histoire, lui demande de lui donner deux photos. Des jours plus tard, Jalal réussit à le faire signer au Raja.
Moussa évolue en tant que minime et cadet sous la direction de Abdelkader Jalal, Mohamed Naoui et Hadj Bendriss, les encadreurs des catégories des jeunes à cette époque.

#### Débuts et confirmation au Raja CA (1953-1963)
Moussa Hanoun dispute son premier match en équipe première au compte de la saison 1953-1954 contre Mazagan Sport en deuxième division.
En 1955, le championnat s'arrête pendant près d'un an et ne reprendra qu'en 1956. Sous l'égide de la Fédération royale marocaine de football fraichement créée et qui remplace donc l'une des vingt-deux ligues de la Fédération française de football du temps du Protectorat français au Maroc qui était dénommée Ligue du Maroc de Football Association. Le critérium remplace alors le championnat et doit aboutir à des barrages, chaque équipe devant disputer trois matchs et remporter autant de victoires pour accéder chez l'élite,.
Le Raja bat successivement dans son groupe le KSNAC Casablanca (4-1), l'Union sportive de Ben Ahmed où Moussa ouvre le score avant que Abderrahmane Acila ne double la mise (2-0), et enfin l'Olympique de Ouezzane sur un score fleuve de 7-1 dont deux doublés de Moussa et Hamid Bahij. Le Raja devient ainsi la première équipe à accéder à la première division du fait que leur dernier match fut joué à 8h30 au Stade Philipe.
Le 15 novembre 1956, Moussa joue son premier match en championnat 1956-1957 face au Fath Union Sport, perdu sur le score de 2-0.
Il inscrit son premier but du Derby au titre de la 1re journée du championnat 1958-1959 contre le Wydad (victoire 2-1). Lors du Derby retour de la saison suivante, il inscrira un doublé qui offrira la victoire au Raja (2-1).
Au terme de la saison 1959-1960, une grande polémique éclate après que la Fédération royale marocaine de football a décidé de faire jouer un tournoi triangulaire entre les trois premières équipes du championnat qui étaient ex-æquo en termes de points, alors que le Raja était en tête avec la meilleure différence de buts. Le club proteste contre cette décision et refuse d'y prendre part, le tournoi est donc transformé en un match-barrage opposant l'ASFAR et le Kénitra AC. Ce dernier s'impose et remporte le titre de champion du Maroc tandis que le Raja est relégué à la troisième place. Moussa finit quant à lui meilleur buteur du championnat avec 22 buts.
Il inscrit 11 buts la saison suivante, et le Raja termine en 5e position du championnat.

#### Passage à Ceuta et retour au pays (1963-1970)
En 1963, il est transféré au club espagnol de l'Atlético de Ceuta qui évolue en Segunda División (groupe sud). Il devient le deuxième joueur du Raja à rejoindre l'Europe après Mohamed Zarhouni Jdidi qui a franchi le détroit en 1962.
Après une saison difficile où il ne s'acclimate pas aux conditions de son nouveau club, Moussa décide de revenir au Maroc, après cinq matchs joués seulement.
De retour au pays, Moussa rejoue deux saisons au Raja CA, trois saisons au Chabab Mohammédia aux côtés de Ahmed Faras et Acila, avant de rejoindre le Wydad dont il porte les couleurs durant la saison 1969-1970. Il revient ensuite au Chabab Mohammédia où il met un terme à sa carrière en 1972.

#### Fin de carrière et décès
Les crampons raccrochés, il continue sa carrière professionnelle au sein de l'Office Chérifien du Contrôle d'Exportation (OCE). Il décède le 17 février 2012 à Casablanca à l'âge de 73 ans.

### En sélection
En 1956, Moussa Hanoun est sélectionné avec l'équipe nationale travailliste pour prendre part au tournoi Ferhat Hachad organisé en Tunisie, remporté par les marocains.
En 1963, il est appelé pour la première fois en équipe nationale marocaine pour affronter le Brésil «B» en amical. Mais son travail à l'OCE et la concurrence très rude à son poste entre Abdelkader Raïss, Abdelghani Madani ou Robert Traba, entre autres, l'empêchent de briller en équipe nationale.

## Palmarès
SCC Mohammédia
- Coupe du Trône (1) :
  - Vainqueur : 1972

 Raja Club Athletic
- Coupe du Trône (1) :
  - Finaliste : 1965

 Équipe nationale corporative
- Tournoi Ferhat Hachad
  - Vainqueur: 1956

## Distinctions personnelles
- Meilleur buteur du Championnat du Maroc 1959-1960 (22 buts)
- Meilleur buteur du Raja CA en 1959-1960 (22 buts) et 1960-1961 (11 buts)